# Ōguchi
Ōguchi (japanska: 大口町?, Ōguchi-chō) är en landskommun i Aichi prefektur i Japan. Kommunen ligger cirka 18 km norr om centrala Nagoya.